# Like a Virgin (canção)
"Like a Virgin" é uma canção da artista musical estadunidense Madonna, contida em seu segundo álbum de estúdio de mesmo nome (1984). Foi composta por Tom Kelly e Billy Steinberg, e produzida por Nile Rodgers. A faixa foi originalmente escrita por Steinberg, que surgiu com a ideia para a obra inspirado em suas experiências pessoais; na época, ele estava vivendo nas vinhas de seu pai no Coachella Valley, e havia acabado de terminar um relacionamento emocionalmente desafiador, e conhecido alguém novo. O tema foi posteriormente desenvolvido com Kelly, que a apresentou para Michael Ostin, do departamento de artistas e repertório da Warner Bros. Records, para que decidissem qual artista deveria gravá-la. O profissional enviou-a para Madonna, que a aprovou de imediato. Após ser selecionado como o produtor do disco da cantora, Rodgers inicialmente rejeitou o número por achar que não tinha um gancho suficiente, mas mudou de opinião após ficar com a canção em sua cabeça.
Para a gravação da canção nos Power Station Studios em Manhattan, Nova Iorque, o engenheiro Jason Corsaro propôs a Rodgers o uso da gravação digital, uma nova técnica introduzida na época que ele acreditou ser o futuro da gravação musical. A performance vocal de Madonna foi influenciada pela demo, tendo os mesmos ad-libs presentes na original; ela, embora não precisasse, esteve presente durante todo o processo de gravação. Lançada em 6 de novembro de 1984 pelas gravadoras Sire e Warner Bros. como o primeiro single do disco, "Like a Virgin" é uma canção dance-pop que inclui dois ganchos. A voz da intérprete é ouvida em um alto registro, com um contínuo arranjo de baterias sendo ouvido junto com a linha do baixo. Seu conteúdo lírico é ambíguo e consiste em significados escondidos, podendo ser interpretado de diferentes formas. 
A obra foi bem recebida criticamente, sendo frequentemente citada como uma das canções definitivas de Madonna. Comercialmente, tornou-se o primeiro número um da cantora na Billboard Hot 100, permanecendo no topo por seis semanas consecutivas, liderando também tabelas australianas, canadenses e japonesas e atingindo as dez primeiras colocações em uma série de países. O vídeo musical correspondente foi dirigido por Mary Lambert, com quem Madonna havia trabalhado anteriormente em "Borderline", e foi filmado em Veneza e Nova Iorque em julho de 1984. As cenas retratam a cantora andando por Veneza em uma gôndola, e andando por um palácio usando um vestido de casamento branco. Com a gravação, estudiosos notaram Madonna se retratando como uma mulher sexualmente independente, a semelhança de um rapaz usando uma máscara de leão com o de São Marcos, e a ligação entre o eroticismo do vídeo e a vitalidade de Veneza. 
Madonna apresentou "Like a Virgin" no primeiro MTV Video Music Awards, de 1984 — performance considerada uma das mais icônicas da história da premiação —, e em quase todas as suas turnês, com exceção da Drowned World Tour (2001) e da Re-Invention Tour (2004). Regravada por vários artistas e inclusa em vários filmes, a canção teve ameças de banimento por grupos conservadores, que acreditavam que ela promovia sexo antes do casamento. Por outro lado, a figura pública de Madonna como uma mulher indomável, sem vergonha de sexo e confiante foi altamente aceita pela geração mais jovem, que passou a imitar seu estilo e moda. Críticos e acadêmicos creditam "Like a Virgin", juntamente com "Material Girl", como a canção que consolidou a cantora como um ícone da cultura pop.

## Antecedentes e lançamento

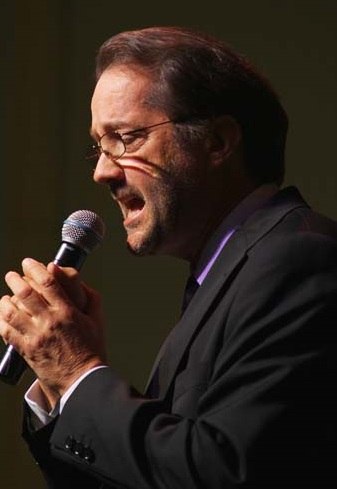
"Like a Virgin" foi composta por Tom Kelly (imagem) e Billy Steinberg.

"Like a Virgin" foi composta por Billy Steinberg e Tom Kelly. A ideia para a canção surgiu quando o primeiro estava vivendo nas vinhas de seu pai no Coachella Valley, e dirigindo uma caminhonete vermelha um dia. Em entrevista ao jornal Los Angeles Times, ele explicou que a faixa não foi escrita com Madonna ou qualquer outra cantora em mente, mas sim inspirada por suas experiências pessoais. Naquela época, Steinberg havia acabado de terminar um relacionamento emocionalmente desafiador e conhecido outra pessoa. Esses fatos inspiraram as primeiras letras de "Like a Virgin" — "Eu superei as dificuldades / De alguma forma eu superei isso" —, sobre como ele lidou com a difícil situação. Quando apresentou a obra para Kelly, eles decidiram que ela seria uma balada, porém não conseguiram concluir como a palavra "virign" se encaixaria nela. Ele elaborou: "Eu não estava apenas tentando encaixar aquela picante palavra virgem em uma letra. Eu estava dizendo (...) que talvez não seja um virgem — eu estava mal romanticamente e emocionalmente como muitas pessoas — mas estou começando um novo relacionamento e parece ser tão bom, está curando todas as feridas e me fazendo sentir como se nunca tivesse feito isso antes, porque é muito mais profundo do que qualquer coisa que eu já senti".
Ao tocar a linha do baixo da canção, Kelly interpretou as letras usando o seu falsete, ao que Steinberg decidiu que ela seria cantada desta forma. A demo também foi gravada desta forma, com Kelly nos vocais e Steinberg nos vocais de apoio. O primeiro convidou Michael Ostin, do departamento de artistas e repertório da Warner Bros. Records, para que fosse à sua casa ouvi-la. Os compositores apresentaram cerca de cinco músicas para Ostin, e focaram em discutir sobre "Like a Virgin", pois não tinham certeza sobre para qual artista ela seria mais adequada. Devido ao seu encontro marcado com Madonna no dia seguinte para discutir seu futuro segundo álbum, Ostin escolheu tocar a demo para ela, acreditando que as letras e o groove lhe seriam perfeitos. Ele lembrou: "Quando eu apresentei [a demo] para Madonna, ela enlouqueceu, e sabia instantaneamente que era uma canção para ela e que poderia fazer uma boa gravação dela". A música foi lançada em 6 de novembro de 1984, pelas gravadoras Sire e Warner Bros., seis dias antes do lançamento do disco homônimo. Em 2009, a cantora foi entrevistada por Austin Scaggs, da Rolling Stone, sobre suas primeiras impressões após ouvir as demos de "Like a Virgin" e "Material Girl". Ela respondeu:
| “ | Eu gostei das duas porque eram irônicas e provocantes ao mesmo tempo, mas também o contrário de mim. Eu não sou uma pessoa materialista, e certamente não era uma virgem e, aliás, como você pode ser como uma virgem? Eu gostei do jogo de palavras; achei que elas eram espertas. Elas são tão inteligentes, elas são legais. Nunca percebi que elas seriam minhas canções assinatura, especialmente a segunda. | ” |

## Gravação

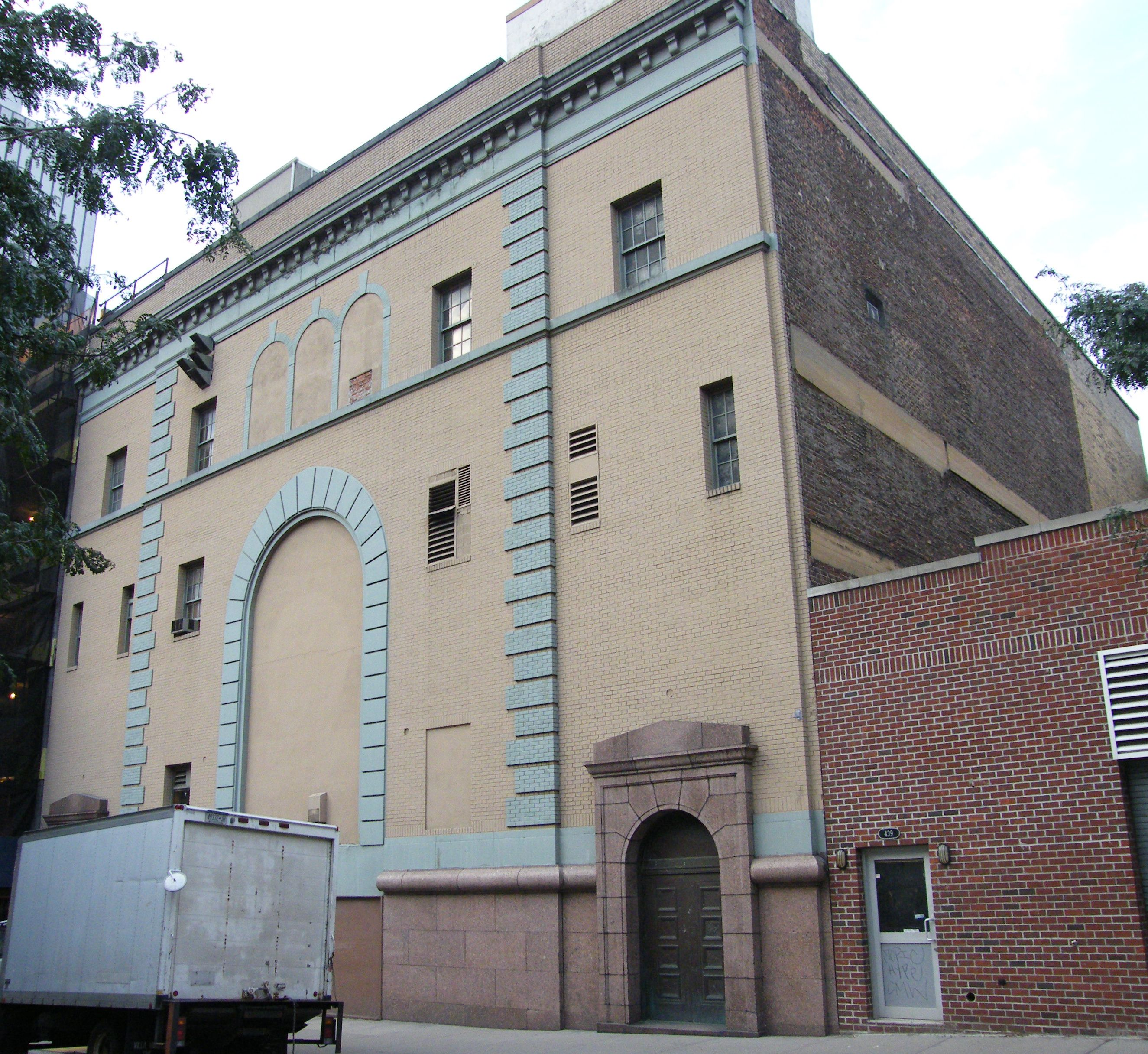
"Like a Virgin" foi gravada nos Power Station Studios, em Manhattan, Nova Iorque, assim como todo o disco.

Para o seu segundo álbum, Madonna quis ser uma das principais produtoras, sentindo a necessidade de controlar os vários aspectos de sua música, porém a Warner Bros. não estava pronta para lhe dar a liberdade artística desejada. Ela acabou escolhendo Nile Rodgers, inspirada pelo seu trabalho com David Bowie em Let's Dance (1983), recebendo a aprovação dos executivos da gravadora. Em meados de 1984, eles se encontraram nos Power Station Studios em Manhattan, Nova Iorque, onde todo o disco foi gravado. Inicialmente, o produtor não queria que Madonna gravasse "Like a Virgin", pois sentiu que a linha "como uma virgem" não era um gancho terrível; de acordo com ele, esta não era uma frase grudenta atemporal. Rodgers não gostou da obra após ouvir a demo, opinando que ela parecia "muito estúpida e retardada". Posteriormente, porém, ele teve outros pensamentos: "É estranho porque eu não consegui tirá-la da cabeça após tocá-la, mesmo não tendo gostado dela. Ela parecia muito grudenta para mim, mas acabou crescendo em mim. Eu comecei a gostar dela. [...] Mas a minha primeira reação foi, 'isso é muito estranho'". Rodgers creditou Madonna por reconhecer o potencial da canção, comentando: "Eu pedi desculpas a ela [...] e disse: 'Sabe, se é tão cativante ao ponto deu ficar com isso na minha cabeça por quatro dias, então algo [de especial] deve ter. Então vamos lá". Depois de Rodgers aprovar a canção, ela foi finalmente gravada. Steinberg refletiu sobre o processo de gravação, comentando:
| “ | Quando Madonna a gravou, mesmo com a nossa demo sumindo, na fade você ouvia Tom dizendo: 'Quando o seu coração bate, e você me abraça, e você me ama...' Essa foi a última coisa que você ouvia conforme a nossa demo sumia. Madonna deve ter escutado-a muito cuidadosamente, porque a música dela termina exatamente com os mesmos ad-libs que tinham na nossa demo. [...] Isso raramente ocorre — quando alguém estuda sua demo tão cuidadosamente que usam todo aquele material. Nós ficamos meio lisonjeados sobre o quão cuidadosamente ela seguiu a nossa demo. | ” |

Jason Corsaro, engenheiro de áudio da canção e também do disco, convenceu Rodgers a utilizar a gravação digital, uma nova técnica introduzida na época que ele acreditou ser o futuro da gravação, pois as pressões de teste sempre soavam de forma consistente. Para assegurar isso, Corsaro usou uma fita de gravação digital Sony 3324 de 24 faixas e uma Sony F1 de duas faixas para a mixagem de 12 bits. Madonna gravou as partes principais em uma pequena sala de piano amadeirada e de teto alto na parte de trás do Studio C, também conhecida como a "sala R&B" do Power Station Studios. Corsaro posicionou berimbais ao redor da cantora, usando também a cápsula do topo de um tubo de microfone estério AKG C24, com um pré-amplificador de microfone Schoeps e um equalizador Pultec. Após "Like a Virgin" ser recebida com aprovação geral, Robert Sabino adicionou as partes do teclado, tocando principalmente um Sequential Circuits Prophet-5, além de notas do piano Rhodes e de piano acústico, enquanto Rodgers também tocou um synclavier.  Madonna, embora não precisasse, esteve presente em todo o processo das sessões de gravação e de mixagem, conforme explicado por Corsaro para a Sound on Sound: "Nile estava lá em boa parte do tempo, mas ela estava lá o tempo todo. Ela não saía".

## Composição
Pertencente ao gênero dance-pop, a introdução de "Like a Virgin" é composta por dois refrões. De acordo com a partitura publicada no Musicnotes.com, pela Alfred Publishing, 
música tem uma fórmula de compasso 4/4 e é tocada em um ritmo de 118 batidas por minuto. É composta na clave de fá maior e o registro vocal de Madonna, bastante agudo, varia da nota sol3 para dó5. Segundo Rikky Rooksby, autor do livro The Complete Guide to the Music of Madonna, a linha de baixo da introdução, é uma reformulação do baixo leitmotiv de três notas presente na canção "I Can't Can't Myself (Sugar Pie Honey Bunch)" (1965 ), de Four Tops, e também é semelhante a "Billie Jean" (1983), de Michael Jackson, especialmente na segunda estrofe. Madonna canta em seu registro agudo, enquanto o arranjo de bateria de Tony Thompson pode ser ouvido junto com a linha de baixo que é acompanhada pelos sintetizadores, dando-lhe uma progressão circular através de todos os sete acordes diatônicos I–IV–VIIº–III–VI–II–V–I.
Quanto à letra, de uma forma geral, pode-se dizer que é uma ode a um amante que a faz sentir-se 'renovada' após um encontro sexual. Madonna comentou: "Gosto de insinuações, ironia e a maneira como as coisas podem ser levadas a outros níveis". Segundo Rooksby, essa afirmação destacou a ambiguidade da letra, principalmente por causa do uso da palavra "como" na música. O autor também interpretou o significado da obra de diferentes maneiras. Ele disse que, para as mulheres realmente virgens, o sujeito as aconselha a manter a calma antes do primeiro ato sexual, enquanto as que têm experiência, ele diz que podem reviver os sentimentos que tiveram em seu primeiro relacionamento novamente. Quanto aos homens, o autor mencionou que a música apresenta uma imagem narcisista deles, pois eles podem fazer uma mulher esquecer seus encontros anteriores e viver sua sexualidade como se fosse a primeira vez. Por sua parte, Leo Tassoni, em seu livro Madonna, comentou a música: "Em "Like a Virgin", que foi originalmente concebida como uma balada, [a cantora] diz que desde que conheceu seu novo amor, sente-se novamente como virgem".

## Crítica profissional
Considerada uma das canções mais populares de Madonna, "Like a Virgin" recebeu críticas, em sua maioria, positivas. J. Randy Taraborrelli, em sua biografia da cantora, Madonna: An Intimate Biography, disse que ela "conseguiu criar uma música tímida e paqueradora em que sugeria ser realmente virgem — excitada, sensual e disposta". Stephen Thomas Erlewine, do banco de dados Allmusic, comentou que, ao lado de "Material Girl", são as músicas que fizeram de Madonna um ícone e que as duas ofuscaram o resto do álbum Like a Virgin "porque são a combinação perfeita de letra e som". Debbie Miller, da revista Rolling Stone, sentiu que a voz da artista "não tem a força ou o registro de, digamos, Cyndi Lauper, mas ela sabe o que funciona na pista de dança [...] apesar de sua voz de menina, [em "Like a Virgin"] há uma corrente de ambição que a transforma em algo mais do que a última Betty Boop". Em 2016, a mesma revista destacou-a como a quinta melhor música da intérprete e mencionou que "embora a palavra virgem seja a única referência sexual na letra, ainda soa carregada de luxúria". Jim Farber, da Entertainment Weekly, observou que que o tópico contribuiu para a ideia de Madonna como uma mulher "promíscua". Chuck Arnold, da mesma publicação, considerou que "é uma das melhores dos anos 80". Em 2019, o mesmo autor analisou que era um dos "maiores e melhores" singles da artista, o que também "mudou o jogo para ela, levando-a de diva de boate a futura Rainha do Pop. [...] 35 anos depois, ainda é extremamente cativante".

Uma das canções definidoras dos anos 1980, "Like a Virgin" tornou-se uma parte tão popular do vernáculo pop que não damos como certo as milhões de pequenas coisas que ela faz de forma brilhante aqui, desde as mudanças inesperadas de acordes nos versos até a extensão de sua voz [...] oferecendo uma aula magistral absoluta sobre como fazer pop nessa época e tornando o estrelato de Madonna permanentemente inegável.

—Andrew Unterberger, da revista Billboard, avaliando "Like a Virgin", onde a considerou a décima entre as 100 melhores músicas de Madonna.
No portal Medium, Richard LeBeau descreveu-a como uma "[música] pop impressionante que combina letras provocativas, uma linha de baixo alimentada por sintetizador e uma melodia clássica". Alfred Soto, da Slant, a chamou de "um clássico". Guillermo Alonso, da edição em espanhol da revista Vanity Fair, destacou-o como o décimo melhor single da cantora. Alfred Soto, da revista Stylus, escreveu que tinha um estilo chique, enquanto para Katie Henderson, do The Guardian, era uma música "descarada". Michael Paoletta, periodista da Billboard, afirmou que tem "um ímpeto febril" dentro do dance e do rock". Sebas E. Alonso, do portal mexicano Jenesaispop, incluiu-a na nona posição em sua lista das sessenta melhores faixas da artista e comentou que era "um single muito original (pode haver dois "Take a Bows", mas nunca dois "Like a Virgins"), desprovida de senso romântico suficiente na boca de Madonna, que realçou seu sentido sexual".
Resenhando para o jornal online PinkNews, Mayer Nissim opinou que "destacava a completa autoridade artística de Madonna como ser sexual". Nicole Hogsett, colaboradora e editora do Yahoo!, chamou-a de "uma ode sedutora e inocente (e ao mesmo tempo não inocente) a um amante. Das clássicas notas de abertura ao fim, é uma discussão inegavelmente divertida sobre o amor". Morgan Troper, do Portland Mercury, adjetivou "Like a Virgin" de "uma música doce e alegre (ou seja, não particularmente sensual)". Uma crítica negativa veio de Dave Karger, da Entertainment Weekly, que a considerou um "pouco repetitiva e imatura na atualidade". Louis Virtel, do NewNowNext, também foi negativo ao dizer que "marcou um momento cultural emocionante, mas é também um de seus singles que envelheceu pior e ainda mais desde a sua estreia. É kitsch e divertido, mas também é a música de Madonna que ninguém quer ouvir de novo". Em 2018, Sal Cinquemani, de Slant, resenhou que, embora fosse a primeira música de assinatura da artista, "é realmente uma bagatela [...] com suas guitarras altruístas, sua linha de baixo "Billie Jean" e sua voz de gás hélio".
Em 2003, a revista Q pediu aos fãs de Madonna que votassem nos vinte melhores singles dela e "Like a Virgin" foi o quinto mais favoritado. Em 2012, os leitores da revista Rolling Stone, em sua edição em espanhol, o elegeram o quarto melhor entre outros dez. A esse respeito, os editores disseram que ainda soava "nova e descaradamente pop". Foi posicionando na mesma colocação, numa lista com outras 15 canções, por Enio Chiola, do PopMatters. Para Steve Peake, editor da ThoughtCo., esta é a segunda melhor música dos anos 1980 e a prezou como um "pedaço de magia pop" e "uma declaração icônica que criou a primeira onda da imagem em constante mudança da cantora". Outras mídias, como Jenesaispop e Bello Magazine, também incluíram-na em suas listas das melhores da artista. Ed Masley, editor do The Arizona Republic, posicionou-o no quinto posto ao lado de outros 30; A esse respeito, ele comentou que "nenhum outro single causa mais flashbacks à primeira onda de "Mania Madonna" do que esse. [...] "Like a Virgin" mostra Madonna em seu momento mais estridente e provocador". Em fevereiro de 2013, Matthew Rettenmund, autor da Encyclopedia Madonnica, incluiu-a na posição 19 de "A Percepção Imaculada: Todas as Músicas de Madonna, do Pior ao Melhor", em que compila as 221 faixas gravadas pela artista de 1980 até então. De forma similar, a revista Marie Claire a colocou na terceira posição entre as suas 10 melhores músicas, argumentando que continuava soando "fresco e ultra pop" e que mostrava "o erotismo que sempre caracterizou a cantora, principalmente se analisarmos as letras: dicas e insinuações de cunho sexual".

## Vídeo musical

### Desenvolvimento

Três das sequências do vídeo de "Like a Virgin", na qual Madonna é vista em um um vestido de noiva (acima) e sob uma gôndola (meio e abaixo).

O videoclipe de "Like a Virgin" foi dirigido por Mary Lambert, que já havia trabalhado com Madonna em "Borderline"; foi filmado em Veneza e Nova Iorque a um custo de 150 mil dólares, "muito mais do que jamais gastamos em um vídeo", de acordo com o diretor criativo da Warner Bros., Jeff Ayeroff. Filmar em Veneza foi ideia de Lambert, já que "[Madonna] cantando em uma gôndola foi a coisa mais ultrajante que pude imaginar". O visual intercalou imagens da cantora como "uma virgem conhecedora", trajando um vestido de noiva, com cenas dela "pavoneando-se" por Veneza em uma "roupa sensual". Também estão presentes um leão macho vagando pelas ruas e um homem com uma máscara desse mesmo animal. A própria Madonna explicou o conceito: "[Mary] queria que eu fosse a garota moderna e sábia que sou. Mas então queríamos voltar no tempo e me usar como uma virgem de verdade"; ela também lembrou que, a certa altura, ela estava "encostada neste pilar com a cabeça [do leão] na minha virilha [...] pensei que ele fosse me dar uma mordida".
Na imagem inicial de Madonna no vídeo, ela surge como uma jovem mulher livre e irreverente. Rodrigo Barreto, autor do artigo A Fabricação do Ídolo Pop: A Análise Textual de Videoclipes e a Construção da Imagem de Madonna, analisa que, o estilo street wear nova-iorquino da cantora na gravação, se presentifica em uma sobreposição de peças de roupa, "profusão de colares e pulseiras, diversos brincos pendentes colocados em vários furos das orelhas e cabelos louros desalinhados contidos por um laço em volta da cabeça". A cor preta é a que predomina em suas vestimentas, acessórios e maquiagem, com tons de roxo e vermelho sobrepondo-se ao figurino urbano, materializando esteticamente a ideia de uma jovem rebelde e crítica: como é visível, por exemplo, no terço que pende de seu pescoço em meio a outros tantos colares, ao que Barreto considerou ser utilizado, provavelmente, "como uma das muitas provocações às tradições morais cristãs da época, que via na representação visual empregada pela artista uma afronta contra tudo o que era considerado moral e aceitável uma mulher vestir e/ou usar.
A segunda personagem, influenciada por um ideal romântico e lírico, encontrase em um palazzo em Veneza. Ela usa um vestido de noiva branco que remete a uma ideia virginal da mulher que aguarda o casamento para perder a virgindade. Seu par romântico, aqui, traça um paralelo com o leão de Marcos. Para Barreto "a postura artística provocativa da artista, a recorrência à noiva não deixaria de sublinhar então a ironia de mulheres representando sua pureza com vestidos de casamento branco mesmo em sociedades em que a manutenção da virgindade até o matrimônio não é regra ou algo socialmente exigido". O autor sentiu que o vídeo de "Like a Virgin" rompe com estereótipos e preconceitos. Materializando, nesse sentido, uma mulher livre e independente, que se utiliza da sua irreverência para tocar em assuntos polêmicos, tais como o sexo antes do casamento e o poder político do feminismo. A justaposição dessas duas personalidades é sintetizada em uma terceira encarnação, que aparece ao fim do videoclipe.
A gravação inicia-se com Madonna descendo de um barco na Ponte do Brooklyn. O cenário segue então para Veneza, onde uma versão "namoradeira" dela observa o leão caminhar pelas ruas; a artista, então, caminha ao ritmo da música. Mais tarde, ela é vista caminhando por um "castelo de conto de fadas" vestida com um vestido de noiva que visa representar a "virgindade". Essas cenas são intercaladas com outras de Madonna dançando sugestivamente em uma gôndola. Perto do final, ela conhece um homem usando uma máscara de leão que a carrega para a cama. Na cena final, o casal sai juntos em uma gôndola e o vídeo termina com o horizonte de Nova Iorque. "Like a Virgin" foi adicionada à programação da MTV na semana de 10 de novembro de 1984. Em 1986, a performance da música no lançamento da Madonna Live: The Virgin Tour foi publicada como um vídeo e indicada para Melhor Coreografia nos MTV Video Music Awards de 1991. Cinco anos depois, a apresentação contida no documentário Madonna: Truth or Dare também foi lançada como videoclipe e recebeu indicações na edição supracitada do mesmo prêmio. A gravação oficial pode ser encontrada nas compilações de vídeo da cantora, The Immaculate Collection (1990) e Celebration: The Video Collection (2009).

### Recepção e análise
O videoclipe de "Like a Virgin" foi geralmente bem recebido pela crítica. Escrevendo no The Independent, Ben Kelly destacou que a ambição de Madonna "está totalmente exposta [no vídeo]. À medida que a câmera corta entre seus olhos e os de um leão, é difícil dizer quem parece mais faminto"; ele o nomeou um dos dez melhores videoclipes dela. Para Mike Neid, do Idolator, este é o oitavo melhor da cantora, referindo-se a ele como um "lançamento atemporal". O jornalista Louis Virtel posicionou-o na 27ª posição de seu ranking de videoclipes de Madonna. Ferraro adjetivou-lhe de "engraçado, descolado e brilhante". Georges-Claude Guilbert, em seu livro Madonna as Postmodern Myth (2015), destacou as cenas com "máscaras de carnaval, homens, leões e 'lobisomens', [e] alusões a práticas do século XVIII", acrescentando que era um "clipe extremamente sensual". O autor Michael Campbell concluiu que com a obra, a intérprete criou "a fórmula que daria o tom para seu trabalho subsequente: combinar temas e imagens provocantes, chocantes e controversos com música brilhante e acessível".
A autora Margaret Plant notou a expressão da vitalidade veneziana no vídeo, escrevendo que "a velha Veneza sacrossanta foi impulsionada para um mundo pop de rotação em alta energia e circulação infinita". Tom Bromley escreveu que o leão representava São Marcos, o santo padroeiro de Veneza; Plant também notou referências a São Marcos, acrescentando que Madonna parecia "esticar os limites da tolerância no vídeo", já que este santo representava uma época em Veneza em que atos como homossexualidade e fornicação eram crimes capital. Plant também escreveu que a cena em que o homem mascarado carrega a cantora simbolizava uma instância do Santo levando a Virgem simulada: Madonna tornou-se um símbolo de La Serenissima, a própria República. Andrew Greeley opinou que o vídeo "celebra uma poderosa fantasia erótica", encontrando paralelos com "a maneira como estamos na presença de Deus [...] O cuidado gentil com que o amante [de Madonna] a trata é a maneira como Deus alega que nos trata?.

## Apresentações ao vivo

### MTV Video Music Awards de 1984
Em 14 de setembro de 1984, Madonna abriu a primeira cerimônia dos MTV Video Music Awards com "Like a Virgin"; ela inicialmente queria se apresentar com um tigre-de-bengala adulto, mas essa ideia foi rapidamente rejeitada. Em vez disso, ela emergiu de um bolo de casamento de aproximadamente 5 metros de altura, vestindo um vestido de noiva branco com bustiê, pérolas, rosários, luvas de renda sem dedos e um cinto com fivela escrito "Boy Toy". Durante o número, ela deslizou e se contorceu no chão, com o vestido subindo e a calcinha aparecendo. A cantora explicou que não foi intencional, pois um de seus sapatos havia caído no início e ela simplesmente tentou alcançá-lo; "Pensei: 'Bem, vou fingir que pretendia fazer isso', mergulhei no chão e rolei", ela lembrou mais tarde.
Jessie Peterson, da MTV, opinou que a performance colocou Madonna "no mapa como Rainha da Música Pop" e estabeleceu o VMA como "o lugar onde acontecem momentos mais refrescantes". Ian Anglis, em Performance and Popular Music: History, Place and Time, viu a apresentação como a "festa de debutante" da cantora, acrescentando ainda que deu à MTV "legitimidade quando [estava tentando] — por meios indiretos de cerimônias de premiação e música ao vivo — para convencer o mundo [...] do valor do videoclipe". Para Courtney E. Smith, "embora Cyndi Lauper tenha levado para casa o Moon Man de Melhor Vídeo Feminino, [Madonna] tornou tudo sobre 1984 a respeito de sua 'ambição loira' [...] A atuação que ela apresentou naquela noite convenceu muitos de nós que não deveríamos apenas acreditar na imagem dela, mas queríamos [...] sair correndo e comprar uma cópia de seu segundo álbum". Da mesma forma, Tom Breihan apontou que muitos dos artistas e apresentadores já eram figuras estabelecidas: Rod Stewart, Huey Lewis and the News, e David Bowie, entre outros, ainda assim, "tudo o que alguém se lembra é de Madonna cantando 'Like a Virgin' em público pela primeira vez". Para a equipe da Rolling Stone, foi um momento na cultura pop "tão indelével quanto os Beatles em Ed Sullivan". Foi eleita uma das melhores performances da história do evento pela Slant Magazine e Billboard, com o vestido de noiva da cantora considerado um dos mais memoráveis e icônicos.

### Outras apresentações

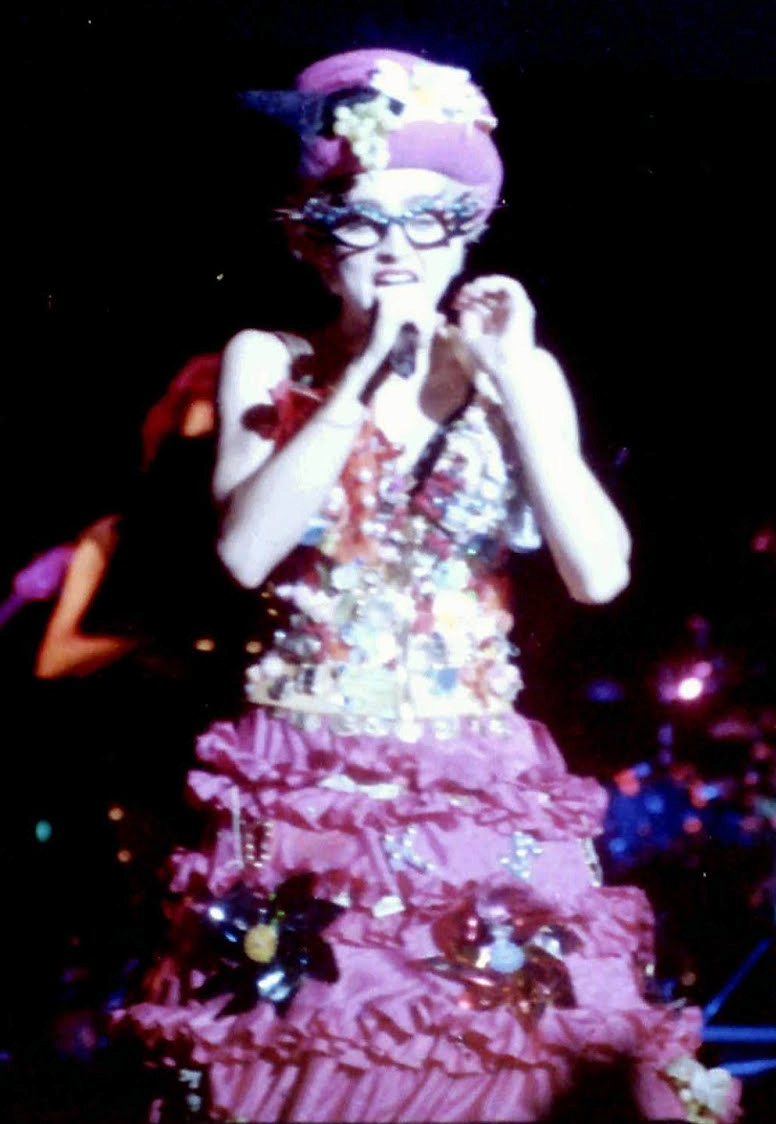
Madonna durante a interpretação de "Like a Virgin" na turnê Who's That Girl World Tour (1987)

Em 16 de maio de 1984, Madonna cantou "Like a Virgin" na festa de aniversário do artista Keith Haring, que aconteceu no Paradise Garage, em Nova Iorque; ela usava uma jaqueta de couro pintada pessoalmente por ele e cantou em uma cama de latão coberta com babados e repleta de rosas brancas. Também foi cantada em aparições promocionais na televisão no final de 1984 e início de 1985. Além disso, "Like a Virgin" foi tocada em sete turnês de Madonna: Virgin (1985), Who's That Girl (1987), Blond Ambition (1990), The Girlie Show (1993), Confessions (2006), MDNA (2012), e Rebel Heart (2015―2016). Na primeira, a cantora mais uma vez usou um vestido de noiva branco e perguntou ao público se queriam se casar com ela; ela então empurrava os quadris com a resposta afirmativa e cantava alguns versos de "Billie Jean" (1983), de Michael Jackson. Em sua crítica de um dos shows, realizado em San Diego, Robert Hilburn sentiu que Madonna estava "no seu melhor quando trabalhava em uma ideia ou conceito", citando a performance da música como exemplo. A apresentação foi incluída no lançamento em VHS, Madonna Live: The Virgin Tour, gravado em Detroit, Michigan. Na Who's That Girl World Tour, foi tocada em um mistura com "Material Girl" e "Dress You Up"; A cantora trocou de roupa em uma cabine telefônica no palco e apareceu usando um vestido coberto de brinquedos, bugigangas e outros apetrechos de plástico. No meio do caminho, ela se abaixou para revelar uma calcinha de renda, que jogou para a multidão, e cantou um fragmento de "I Can't Help Myself (Sugar Pie Honey Bunch)". No final, ela foi acompanhada por um jovem dançarino que atuou como seu noivo. O número foi considerado um dos mais fortes do concerto por Richard Harrington, do Washington Post. Duas performances diferentes podem ser encontradas nos vídeos, Who's That Girl: Live in Japan, filmado em Tóquio em junho, e Ciao Italia: Live from Italy, filmado em Torino em setembro.

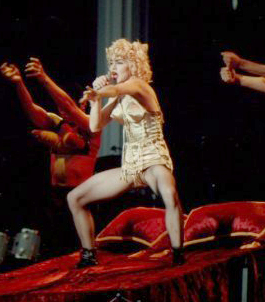
Para a apresentação de "Like a Virgin" na Blond Ambition World Tour (1990), Madonna simulou a masturbação; em Toronto, Canadá, a polícia local ameaçou prendê-la sob acusação de obscenidade se ela não alterasse a performance.

Na Blond Ambition World Tour, Madonna deu voz a uma versão mais lenta da faixa com elementos sonoros típicos do Oriente Médio. Ela usava um espartilho metálico dourado com copas cônicas, desenhado por Jean Paul Gaultier, e cantava em cima de uma cama de veludo vermelha ladeada por dois dançarinos, também de sutiãs cônicos. Ao mesmo tempo, ela corcundava a cama e fingia se masturbar, enquanto as dançarinas acariciavam seu corpo e seus próprios sutiãs. Greg Kot, do Chicago Tribune, destacou a performance por ser "ao mesmo tempo sedutora e hilária", enquanto Richard Harrington disse que foi o "único erro claro de cálculo do show, provavelmente com a intenção de chocar, mas [foi] apenas angustiante". Três performances diferentes podem ser encontradas; Blond Ambition Japan Tour 90, gravada em Yokohama, Blond Ambition World Tour Live, gravada em Nice, e no documentário Madonna: Truth or Dare. Em Toronto, Canadá, a polícia ameaçou prender a cantora sob acusação de obscenidade, se ela não alterasse a sequência de masturbação da performance; o show permaneceu inalterado, e ela posteriormente divulgou um comunicado dizendo que estava disposta a ser presa para proteger sua liberdade de "me expressar como artista". O incidente foi referenciado e pode ser visto em Madonna: Truth or Dare. A apresentação da música na The Girlie Show aconteceu em um cabaré em Berlim; Madonna cantou-a com forte sotaque alemão, pronunciando a palavra "Virgin" como "Wurgin", vestida com um visual semelhante ao de Marlene Dietrich no filme Morocco (1930), composto por cartola e fraque. Guilbert destacou o sotaque "engraçado" dela durante a música. A performance gravada em 19 de novembro de 1993, no Sydney Cricket Ground, foi incluída no lançamento do álbum de vídeo The Girlie Show: Live Down Under (1994).
Em abril de 2003, enquanto promovia seu nono álbum de estúdio, American Life, a musicista realizou uma versão acústica e improvisada de "Like a Virgin", na Tower Records de Nova Iorque. Na Confessions Tour, a cantora, vestida com uma roupa de "dominatrix equestre", cantou a obra em cima de uma sela preta enquanto os cenários exibiam radiografias de raios-X dos ferimentos que ela sofreu em um acidente de equitação. O número foi recebido positivamente por Liz Smith, do jornal Baltimore Sun, que o considerou um dos melhores do show. A performance dos concertos de 15 a 16 de agosto, em Londres, foi adicionada ao disco ao vivo correspondente à turnê (2007). Na parada em Roma da Sticky & Sweet Tour, Madonna dedicou "Like a Virgin" ao Papa Bento XVI; ela também fez interpretações a capella da mesma nos shows de Vancouver, Oakland e Buenos Aires, a pedido do público; uma dessas, foi incluída no álbum ao vivo da digressão (2010).

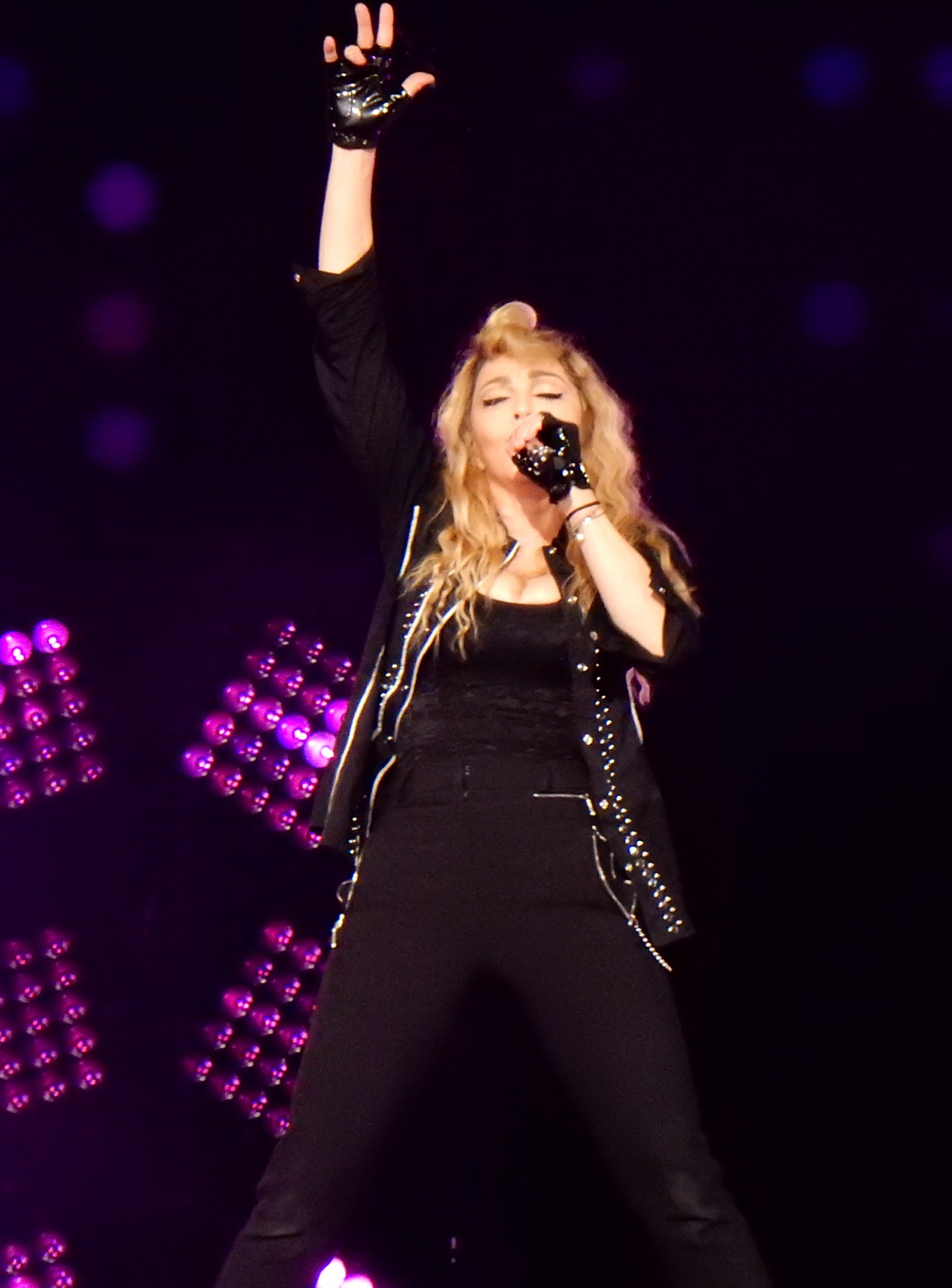
Madonna cantando "Like a Virgin" durante a Rebel Heart Tour.

Para a The MDNA Tour, Madonna reformulou a canção em uma "valsa gótica", executando-a de sutiã e calcinha, acompanhada por um pianista trajando uma cartola. No meio da apresentação, um dançarino colocou um espartilho em volta de sua cintura e agiu como se estivesse apertando-a até que ela não conseguisse mais cantar. Escrevendo no jornal The Kansas City Star, Timothy Finn comparou a versão ao trabalho de Leonard Cohen; de acordo com Scott Marvis, do Pittsburgh Post-Gazette, o número viu Madonna cantando em "seu vocal mais sedutor". A realização da música nos shows de 19 e 20 de novembro de 2012 em Miami, na American Airlines Arena, foram registradas e inclusas ao quarto disco ao vivo da cantora, MDNA World Tour (2013). Um remix da obra, com uma "batida industrial pulsante", foi criado pelo produtor francês Denis Zabee e apresentado pela cantora em sua Rebel Heart Tour; ela a dançou sozinha no palco, fazendo movimentos semelhantes aos de Michael Jackson e, a certa altura, abriu a blusa para mostrar sua lingerie e decote. O número foi recebido positivamente por Alex Needham, do The Guardian, que destacou que Madonna cantou-a "com todo o fascínio e agressividade com que ela a infundiu quando foi lançada pela primeira vez". Jim Farber, do New York Daily News, sentiu que a cantora dançou "com uma liberdade e inocência que a fez, aos 57 anos, parecer mais uma vez nova". A apresentação da canção nos concertos de 19 e 20 de março de 2016, na Allphones Arena de Sydney, foi gravada e adicionada ao quinto álbum ao vivo da artista, Rebel Heart Tour (2017).

## Impacto cultural e legado

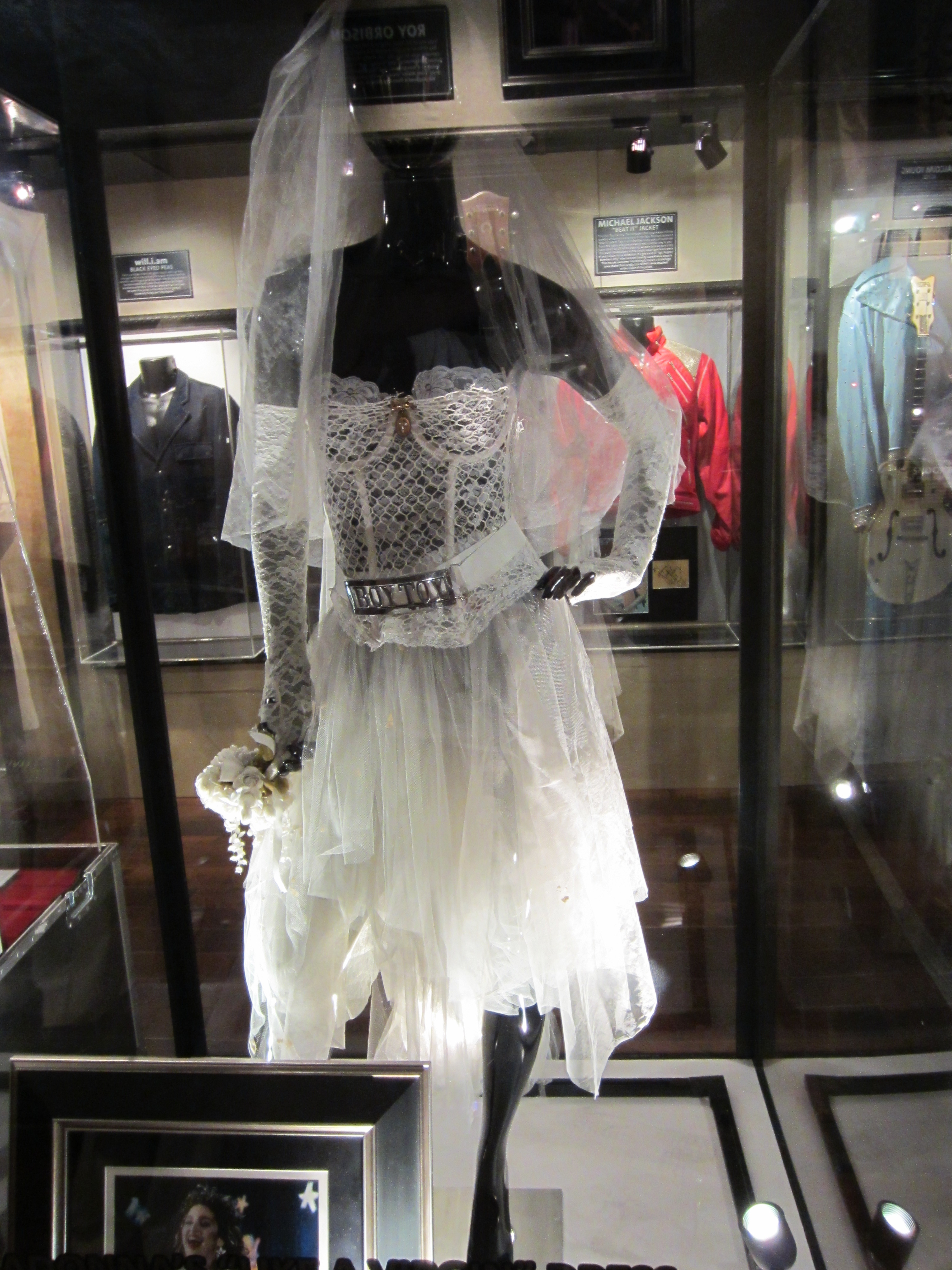
Na foto, o vestido de noiva que a cantora usou para a apresentação de "Like a Virgin" na primeira edição dos MTV Video Music Awards. Segundo alguns especialistas, o traje "cativou uma nação inteira".

Após o lançamento da música e do vídeo, "Like a Virgin" atraiu a repulsa de organizações de promoção dos valores familiares, que argumentavam que o mesmo estimulava o sexo antes do casamento e pregava contra os princípios familiares, além de mostrar Madonna como prostituta. Alguns moralistas indignados tentaram banir a reprodução da música e do vídeo. Eles criticaram o fato da artista usar símbolos religiosos e um vestido de noiva em um contexto sexual. Embora não faça parte da lista original, de acordo com várias publicações científicas, "Like a Virgin" foi uma das músicas responsáveis pela criação do Parents Music Resource Center, fundado em 1985, cuja missão era educar os pais sobre "tendências alarmantes" na música popular. Caroline Sullivan, editora do The Guardian, comentou que Madonna, na canção, se refere com muita confiança à sua história sexual, algo que outras cantoras populares da época simplesmente nunca haviam feito antes. Carol Clerk, em seu livro Madonnastyle, ressaltou que a faixa atraiu um nível de atenção sem precedentes em comparação com as músicas de outros artistas. Sobre isso, ela comentou: "O principal problema é que a maioria das pessoas ouviam as letras superficialmente e imaginavam que elas estavam se referindo ou convidando a iniciação sexual precoce". Enquanto um setor social estava cheio de raiva pelo escândalo, outros sorriram com a ideia de uma "Madonna virgem". A esse respeito, a artista afirmou:

Eu fiquei surpresa em como as pessoas reagiram à 'Like a Virgin' porque quando eu fiz aquela música, para mim, eu estava cantando sobre como algo me deixava de uma certa maneira — nova em folha e fresca — e todos interpretaram isso como se eu não quisesse ser mais virgem. [...] Não é sobre isso que eu cantava. 'Like a Virgin' sempre foi absolutamente ambígua.

A influência de "Like a Virgin" foi mais profunda na geração mais nova. A personalidade pública de Madonna como uma mulher indomável, sexualmente desenvergonhada e supremamente confiante atingiu-os profundamente. O biógrafo Andrew Morton notou que a maior parte do público da cantora era mulheres, que nasceram e cresceram com uma imagem e estereótipos antiquados que deveriam se casar virgem, ou como prostitutas, ou com valores feministas que rejeitavam o uso de roupas de uma mulher para seu próprio avanço. Para William McKeen, o autor de Rock and roll is here to stay: an anthology, a artista se tornou um modelo de atitude e moda para as meninas da época. Ele também comparou a imagem dela com a da boneca Barbie. O autor também explicou que Madonna mistura ideias sobre a classe média com outras sobre feminilidade e dá exemplos do que essa palavra significa para ela, ou seja, igualdade de oportunidades. Também mostra sexualidade agressiva, o que implica que não é apenas aceitável que as mulheres iniciem relacionamentos, mas também desfrutem deles. Além disso, de acordo com Morton, numa época em que a moda considerava as mulheres magras e delgadas o ideal de beleza, Madonna fazia com que outras comuns sentissem que seu tamanho era aceitável. No livro Sex and Society, a equipe editorial da Marshall Cavendish Corporation disse que "Like a Virgin", juntamente com algumas outras músicas da cantora, "contribuiram para as preocupações expressas por várias mulheres associadas a figuras políticas de destaque". Quando a Rolling Stone, em sua versão em espanhol, citou Madonna como uma das três mulheres que mudaram as regras do rock, ele comentou que com "Like a Virgin" ela começou a mostrar que sabia como gerenciar o poder que emanava de sua imagem de "menina ao lado". Chuck Arnold, da Entertainment Weekly, afirmou que "abriu o caminho para outras artistas pop femininas — desde Janet Jackson e Britney Spears até Rihanna —, poderem serem sexualmente provocadoras. Ninguém tinha mais que agir como virgem".  Por seu lado, os irmãos Katz, no site de crítica musical Sputnikmusic, mencionaram que "pode-se dizer que "Like a Virgin" é a canção mais famosa da carreira de Madonna" e detalha que "quase tudo relacionado a essa faixa é famosa, da história ao vídeo (que inspirou a escandalosa capa do álbum) e além. A música se tornou uma instituição e com razão, uma vez que é revolucionária em muitos aspectos".

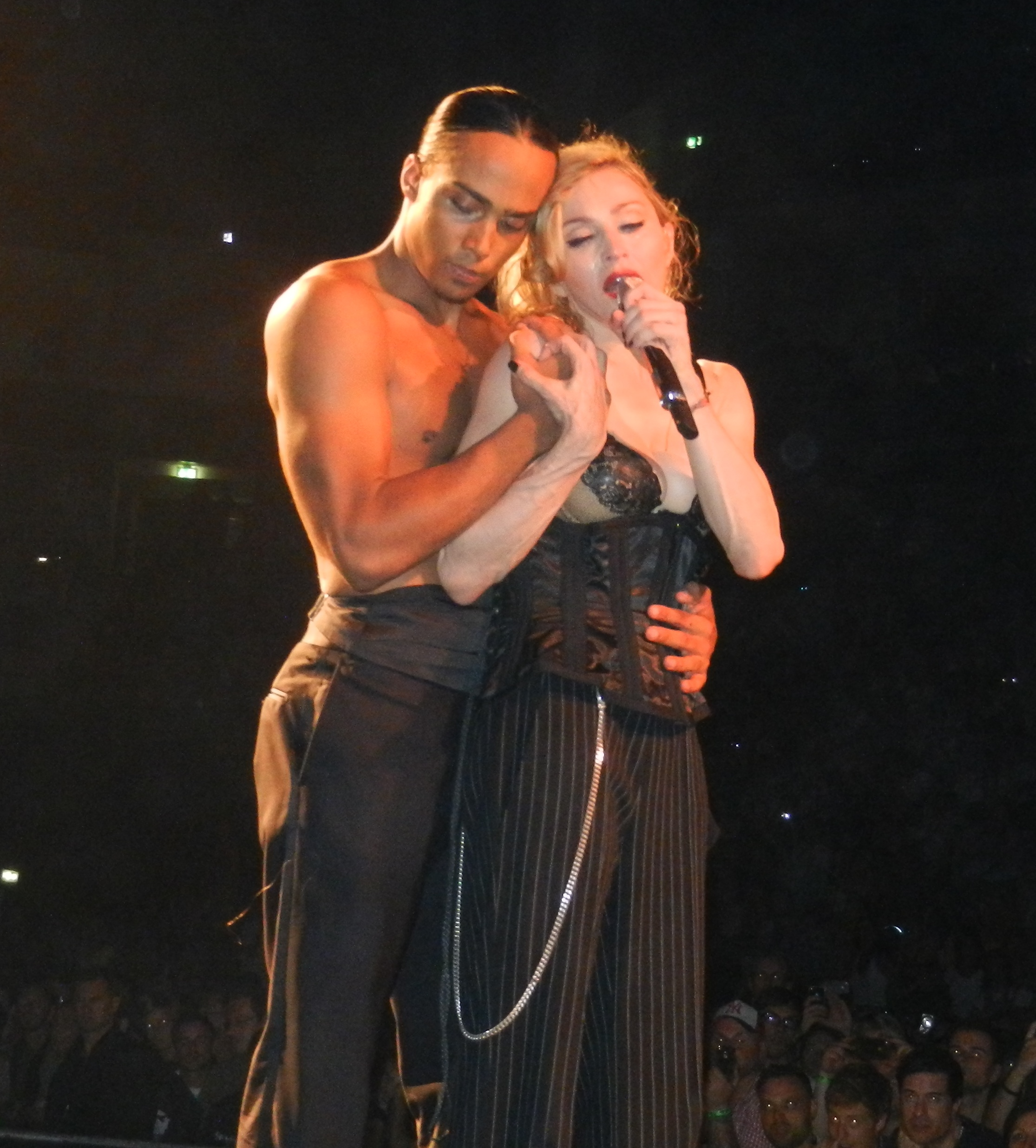
Madonna apresentando uma versão acústica de "Like a Virgin" durante a The MDNA Tour, realizada em 2012.

Por outro lado, um novo termo, "Madonna Wannabe", foi criado para descrever as milhares de meninas que copiavam o estilo da cantora. A Loja Macy's 
veio a permitir um departamento inteiro para a venda de roupas ao estilo de Madonna, tais como luvas de corte, pulseiras de borracha e malha rendas. Isso a levou a comentar: "É um tumulto, eu só queria fazer o meu melhor aqui do meu lugar". Professores universitários, especialistas em estudos de gênero e grupos feministas discutiram Madonna como um ícone cultural e seu estilo pós-moderno. Segundo Debbi Voller, na peça Madonna: The Style Book, "Like a Virgin" fez com que a cantora fosse considerado um ícone. Além disso, em 1992, Barbara Bradby, como parte de uma investigação do trabalho da cantora aplicada aos estudos culturais, foi inspirada na faixa e em "Material Girl" para nomear seu trabalho Like a Virgin Mother?: Materialism and Maternalism in the Songs of Madonna. Na obra, a autora conclui que a cantora representou um novo discurso de controle sexual para as jovens da época. Enquanto isso, em homenagem a esta canção, um livreto chamado "Protagonistas do século XX", publicado pelo jornal costarriquenho La Nación, disse que a artista era "tudo, menos virgem". Na revista Parade, Samuel R. Murrian avaliou que a faixa serviu como "o momento em que [Madonna] deixou de ser uma grande estrela para ser um ícone".
"Like a Virgin" já constou em várias listas e compilações feitas por críticos especializados em música. Por exemplo, em 2000, a Rolling Stone e a MTV a elegeram a quarta entre as cem melhores músicas pop da história. Um ano depois, as mesmas publicações produziram outra lista das cem melhores músicas do século XX, onde "Like a Virgin" apareceu novamente em quarto lugar. Ao reunir as dez melhores faixas dos últimos vinte e cinco anos, o VH1 a colocou na última posição. Além disso, a Billboard o posicionou no número 95 entre as cem melhores de todos os tempos. A mesma revista o raqueou no oitavo posto de sua lista dos 50 temas mais sexys de todos os tempos. Em 2002, o CMT e a W Network incluíram-na entre as cem canções que mudaram o mundo, porque "passaram a definir o nosso tempo, influenciaram as tendências e geraram uma mudança na política e na cultura". De forma muito semelhante, em 2007, "Like a Virgin" apareceu no documentário Impact: Songs That Changed the World, do programa Standing Room Only, da HBO. Para a revista Q, que compilou as cem músicas que mudaram o mundo, esta é a trigésima, enquanto a Rolling Stone a incluiu entre as quarenta. O Rock and Roll Hall of Fame, com a ajuda de vários escritores e críticos de música, reuniu as quinhentas canções que deram forma ao rock e "Like a Virgin" figurou entre elas. Por seu lado, a National Public Radio e vários estudiosos criaram a lista "The NPR 300", onde "Like a Virgin" também apareceu.

### Regravações
Desde o seu lançamento, "Like a Virgin" foi regravado e sampleado por vários artistas, orquestras, filmes e séries de televisão. Por exemplo, em 1985, o supergrupo britânico The Lords of the New Church gravou uma versão da obra para seu álbum de compilação Killer Lords, com o editor Gary Hill, da Allmusic, considerado-a "muito estranha e repulsiva". Em 1991, a banda escocesa Teenage Fanclub incluiu sua interpretação do tema em seu segundo álbum, The King. Nesse mesmo ano, o rapper Big Daddy Kane regravou-a para seu disco Cutting Their Own Groove. Em 1998, a Royal Philharmonic Orchestra realizou um projeto intitulado Material Girl: RPO Plays Music of Madonna, que incluía "Like a Virgin". No ano seguinte, a cantora birmanesa Annabella Lwin, juntamente com a dupla britânica Loop Guru, apresentou sua versão da faixa, presente no álbum em homenagem à Madonna, nomeado Virgin Voices: A Tribute to Madonna, Vol. 1.
"Like a Virgin" também aparece na trilha sonora do filme Moulin Rouge! (2001), que inclui "grandes marcos internacionais da música das últimas décadas do século XX". Na película, a canção é executada pelos personagens Harold Zidler e Duque de Monroth, interpretados por Jim Broadbent e Richard Roxburgh, respectivamente. Nesse mesmo ano, a versão de Loleatta Holloway constou no disco House Diva. A cantora americana Kate Schutt regravou-a em seu álbum Brokenwingtrick (2001). O projeto musical Mad'House lançou o álbum de tributo, intitulado Absolutely Mad (2002), onde incluíram sua interpretação do tema. Por outro lado, as cantoras Britney Spears e Christina Aguilera abriram a cerimônia de 2003 dos MTV Video Music Awards interpretando "Like a Virgin". Spears surgiu através de uma plataforma contida em um bolo de casamento gigante vestida de noiva, onde cantou os primeiros versos da canção; Aguilera, por sua vez, apareceu por trás da estrutura e continuou as linhas da composição, usando o mesmo figurino. Após a performance, Madonna surgiu no bolo caracterizada como um noivo e interpretou "Hollywood", canção de seu nono disco American Life (2003). Posteriormente, as três dançaram no palco ao som da canção, e Madonna beijou as duas na boca. Essa performance ganhou as manchetes em muitas partes do mundo, principalmente devido ao beijo entre Spears e Madonna. O jornal The Atlanta Journal-Constitution recebeu reclamações por colocar uma foto do beijo na primeira página, o que levou o editor sênior Hank Klibanoff a emitir um pedido público de desculpas.
Também pode ser ouvida na voz do conjunto austríaco Global Kryner, em seu álbum de estreia intitulado Global Kryner (2004). Em 2006, o músico e comediante americano Richard Cheese a apresentou em seu disco Silent Nightclub. A alemã Jeanette Biedermann a executou para o álbum Come Together - A Tribute To BRAVO (2006), que reúne regravações de canções de grande sucesso popular. A dupla italiana Musica Nuda, formada por Petra Magoni e Ferruccio Spinetti, fez sua versão e a adicionou no álbum duplo Musica Nuda 2 (2006). Em 2007, a cantora francesa Caroline Loeb fez sua versão para o disco Crime Parfait e Perfect Crime (2009). A artista polonesa Dorota Rabczewska a gravou para a reedição do álbum Diamond Bitch (2007). No episódio da série Glee chamado "The Power of Madonna" (2010), os atores  Jonathan Groff, Jayma Mays, Lea Michele, Cory Monteith, Matthew Morrison e Naya Rivera executaram a obra. No mesmo ano, o cantor britânico Elton John realizou-a ao vivo em um concerto no Rainforest Fund Benefit Concert. Os The Slackers reinterpretou a faixa para o disco The Radio (2012). Em seu álbum de estreia, Collection (2012), o grupo feminino sul-coreano 2NE1 também executou-a. Por outro lado, a cantora JoJo realizou "Like a Virgin" no concerto de caridade LACMA, organizado pela Harvard-Westlake Charity, que aconteceu na cidade de Los Angeles. Em 2014, a freira italiana Cristina Scuccia fez uma versão em balada e lançou como sua estreia. Mais tarde, a própria Madonna elogiou sua interpretação. Durante sua apresentação no programa britânico Live Lounge, exibido em setembro de 2017, a cantora Rita Ora a apresentou em um mashup com "Goosebumps", de Travis Scott. Da mesma forma, outros músicos, como o francês Paul Mauriat e sua orquestra, também regravaram a obra. Em março de 2019, foi liberada a versão do conjunto Mötley Crüe, que retrabalhou-a em sonoridade heavy metal.

### Na cultura popular

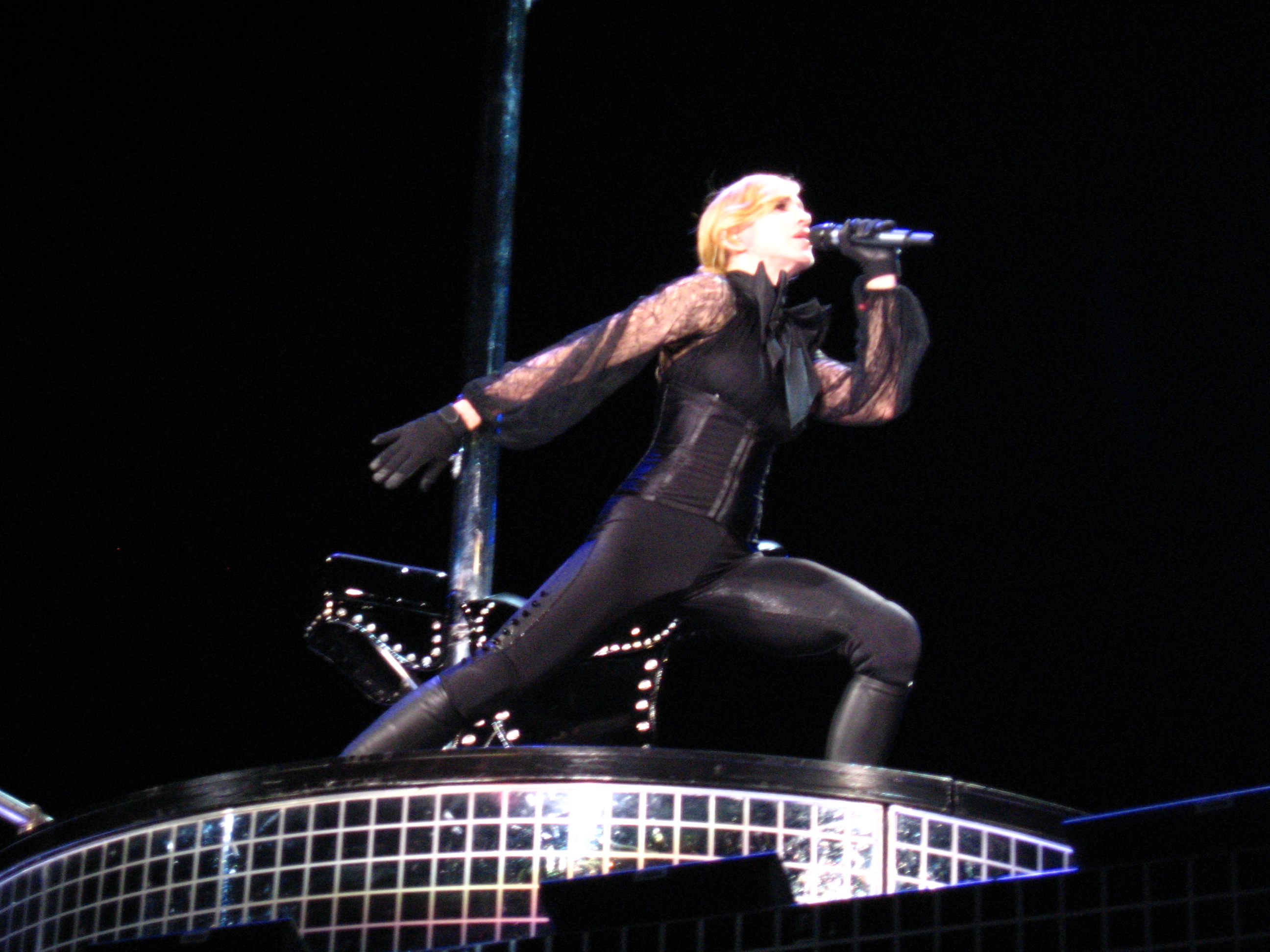
Madonna cantando "Like a Virgin" na Confessions Tour (2006).

Na primeira cena do filme Reservoir Dogs (1992), o personagem de Brown, interpretado por Quentin Tarantino, fala sobre a música e diz que é uma metáfora sobre "pênis grandes". Quando Madonna conheceu o diretor em uma festa, ela entregou a ele uma cópia autografada de seu álbum Erotica, que também explicava: "Quentin: é sobre amor, não sobre pênis". Na película Bridget Jones: The Edge of Reason (2004), a protagonista ensina a música para um grupo de mulheres em um presídio tailandês, já que, em sua opinião, elas não a estavam cantando corretamente. Ela também diz as detentas: "Madonna é uma perfeccionista!". Em um episódio da série de televisão Grey's Anatomy, a personagem de Cristina Yang cantarola a faixa para se concentrar durante uma cirurgia. No entanto, quando sua assistente, Lexie Grey, começa a cantá-la em voz alta, Yang a encara até ficar em silêncio.
No decorrer de 1985, "Weird Al" Yankovic fez uma paródia da música chamada "Like a Surgeon" para seu álbum Dare to Be Stupid; Eugene Chadbourne, da Allmusic, comentou: "Tendo transformado o sucesso cativante de Madonna de cima para baixo, Yankovic criou uma sátira hilariante sobre a profissão dos médicos". Na faixa "Hey, Soul Sister" (2009), do Train, há uma referência à canção, no verso; "eu acredito em você / Como uma virgem, você é Madonna e eu sempre vou querer surpreendê-la".

## Lista de faixas e formatos
| Single de 7" americano |                                   |         |  |
| N.º                    | Título                            | Duração |  |
| 1.                     | "Like a Virgin" (versão do álbum) | 3:38    |  |
| 2.                     | "Stay" (versão do álbum)          | 4:04    |  |

| Maxi single de 12" canadense |                                               |         |  |
| N.º                          | Título                                        | Duração |  |
| 1.                           | "Like a Virgin" (Remezcla Extended Dance Mix) | 6:04    |  |
| 2.                           | "Stay" (versão do álbum)                      | 4:04    |  |

| Disco de vinil de 12" japonês |                                       |         |  |
| N.º                           | Título                                | Duração |  |
| 1.                            | "Like a Virgin" (Extended Dance Mix)  | 6:04    |  |
| 2.                            | "Supernatural Love" (de Donna Summer) | 6:11    |  |

| Maxi-single alemão e britânico |                                      |         |  |
| N.º                            | Título                               | Duração |  |
| 1.                             | "Like a Virgin" (Extended Dance Mix) | 6:04    |  |
| 2.                             | "Stay" (versão de álbum)             | 4:04    |  |

## Créditos e equipe
Lista-se abaixo os profissionais envolvidos na elaboração de "Like a Virgin", de acordo com o encarte do álbum Like a Virgin.
- Madonna: vocais
- Billy Steinberg: compositor
- Tom Kelly: compositor
- Nile Rodgers:  produtor, programação de bateria, guitarra
- Bernard Edwards: baixo
- Tony Thompson: bateria
- Rob Sabino: teclado baixo, sintetizadores

## Desempenho comercial
"Like a Virgin" foi lançado no início de novembro de 1984, visando a temporada natalina nos Estados Unidos. Em 17 de novembro de 1984, "Like a Virgin" estreou no número 48 da Billboard Hot 100, sendo a música mais adicionada nas estações de rádio da semana. Veio a alcançar a primeira posição nessa tabela em 22 de dezembro do mesmo ano e permaneceu lá por seis semanas, marcando a primeira liderança da cantora na tabela. Recebeu uma certificação de ouro entregue pela Recording Industry Association of America (RIAA), em 10 de janeiro de 1985, reconhecendo vendas de um milhão de cópias em território estadunidense. Até 1999, essas vendas ultrapassavam 1 milhão e 900 mil cópias, com 240 mil descagas digitais realizadas legalmente até 2010. Também alcançou o topo da genérica Dance Club Songs e nono na Hot R&B/Hip-Hop Songs. Concluiu 1985 como a segunda música de maior sucesso na Billboard Hot 100 e, como consequência, a Billboard elegeu Madonna a artista pop de maior sucesso naquele ano. No Canadá, debutou no número 71 na tabela de singles publicada pela revista RPM, em 24 de novembro de 1984, e logrou o cume em 19 de janeiro de 1985. Esteve por vinte e três semanas no gráfico e foi classificada como 35.ª mais bem sucedida do ano.
"Like a Virgin" debutou no UK Singles Chart — tabela musical do Reino Unido —, em 17 de novembro de 1984 ocupando o número 51. Ascendeu para o três, que foi sua posição de pico, em 12 de janeiro do ano seguinte. Totalizou dezoito semanas na lista e, mais tarde, recebeu um certificado de ouro emitido pela British Phonographic Industry (BPI) devido à venda de quinhentas mil cópias em solo britânico. De acordo com a Official Charts Company, o tema vendeu 925 mil unidades na nação até 2019. Figurou entre os dez primeiros colocados em outros países da Europa, incluindo Alemanha, Áustria, Bélgica, França, Irlanda, Itália, Países Baixos, Noruega e Suíça. Este desempenho no continente lhe rendeu o ápice da European Hot 100 Singles. Ao passo em que foi a primeira canção da cantora a alcançar o topo da tabela australiana Kent Music Report e da japonesa Oricon. Em pouco tempo de lançado, converteu-se em um dos singles mais vendidos na história da Warner Bros Records. De acordo com o jornal italiano Corriere della Sera, a obra vendeu mais de seis milhões de cópias em todo o mundo.
| País — Tabela musical (1984—2021)     | Posição de pico |
| ------------------------------------- | --------------- |
| África do Sul (RISA)                  | 2               |
| Alemanha (GfK Entertainment Charts)   | 4               |
| Austrália (Kent Music Report)         | 1               |
| Áustria (Ö3 Austria Top 40)           | 8               |
| Bélgica (Ultratop 50 de Flandres)     | 2               |
| Bolívia (Monitor Latino)              | 9               |
| Canadá (RPM Singles Chart)            | 1               |
| Estados Unidos (Adult Contemporary)   | 29              |
| Estados Unidos (Billboard Hot 100)    | 1               |
| Estados Unidos (Hot Dance Club Songs) | 1               |
| Estados Unidos (R&B/Hip-Hop Songs)    | 9               |
| Europa (European Hot 100 Singles)     | 2               |
| Finlândia (IFPI Finlândia)            | 5               |
| França (SNEP)                         | 8               |
| Irlanda (IRMA)                        | 4               |
| Islândia (Timarit)                    | 7               |
| Japão (Oricon)                        | 1               |
| Noruega (VG-lista)                    | 8               |
| Nova Zelândia (Recorded Music NZ)     | 2               |
| Países Baixos (Single Top 100)        | 4               |
| Reino Unido (UK Singles Chart)        | 3               |
| Suécia (Sverigetopplistan)            | 15              |
| Suíça (Schweizer Hitparade)           | 9               |

| País — Tabela musical (1985)        | Posição |
| ----------------------------------- | ------- |
| África do Sul (RISA)                | 19      |
| Alemanha (GfK Entertainment Charts) | 40      |
| Austrália (Kent Music Report)       | 21      |
| Canadá (RPM Singles Chart)          | 35      |
| Estados Unidos (Billboard Hot 100)  | 2       |
| Estados Unidos (Dance Club Songs)   | 31      |
| Noruega (VG-lista)                  | 20      |
| Nova Zelândia (Recorded Music NZ)   | 11      |
| Países Baixos (Mega Single Top 100) | 82      |
| Reino Unido (Gallup/Music Week)     | 57      |

| País — Tabela musical (1980–1989) | Posição |
| --------------------------------- | ------- |
| Austrália (Kent Music Report)     | 44      |
| Reino Unido (Gallup/Music Week)   | 53      |

| País — Tabela musical (1958–2018)             | Posição |
| --------------------------------------------- | ------- |
| Estados Unidos (Billboard Hot 100)            | 121     |
| Estados Unidos (Billboard Hot 100) (Mulheres) | 38      |

| Região                                                                                 | Certificação | Vendas    |
| -------------------------------------------------------------------------------------- | ------------ | --------- |
| Estados Unidos (RIAA)                                                                  | Ouro         | 1 900 000 |
| Reino Unido (BPI)                                                                      | Ouro         | 925 000   |
| *vendas baseadas apenas na certificação ^distribuições baseadas apenas na certificação |              |           |